# Blackmoor
Blackmoor è una ambientazione fantasy per gioco di ruolo originariamente creata, all'inizio degli anni settanta, da Dave Arneson, il co-creatore di Dungeons & Dragons. Blackmoor è l'ambientazione di gioco di ruolo giocata da più lungo tempo. È una terra misteriosa, piena di reliquie tecnologiche del passato miscelati in un'ambientazione sword and sorcery.

## Pubblicazione originaria
L'ambientazione fu pubblicata in origine dalla Tactical Studies Rules (TSR) nel 1975 in un libretto intitolato Blackmoor; si tratta del secondo supplemento per Original D&D (il primo fu Greyhawk), in cui vengono aggiunte regole, mostri, tesori e l'avventura Temple of the Frog.

### Classi aggiuntive
Sono state aggiunte due nuove classi del personaggio:
- Assassino, sottoclasse del Ladro
- Monaco, un artista marziale, sottoclasse del Chierico con attributi di Guerriero e Ladro.

### Sistema di localizzazione del colpo
Blackmoor aggiunse un sistema di localizzazione del colpo per cui ad ogni zona del corpo umano venivano assegnati dei punti ferita; se una specifica zona li esauriva, il personaggio rimaneva invalido oppure moriva. Le aree vulnerabili come la testa avevano pochi punti ferita, mentre quelle meno critiche come le gambe ne potevano avere quanto il personaggio nel suo complesso. Queste regole erano previste per diversi tipi di creature, dagli umanoidi ai pesci. I personaggi avevano una probabilità maggiore di colpire il torso o le braccia, piuttosto che la testa o le gambe. Questa probabilità veniva anche corretta secondo l'altezza e la portata dell'arma.

### Avventure sottomarine
Blackmoor proponeva anche avventure sottomarine. Il supplemento descriveva regole per nuotare (come restrizioni sul peso dell'equipaggiamento, avere le mani libere ecc.) e per l'uso delle armi (poche armi da lancio, attacchi elettrici, niente fuoco ecc.). Blackmoor forniva numerosi mostri subacquei ed equipaggiamento utile in queste avventure.

### Malattie
Blackmoor aggiunse linee guida per gestire le malattie dei personaggi.

## Moduli di espansione
Negli anni ottanta, l'ambientazione Blackmoor venne espansa con i moduli della serie DA, ufficialmente ambientati nel mondo di Mystara. I moduli descrivevano un gruppo di avventurieri che viaggiavano nel passato per visitare Blackmoor. Prodotti successivi per Mystara aggiunsero ulteriori riferimenti a Blackmoor, rendendolo una parte integrante dell'ambientazione.
| Codice        | Titolo                  |
| ------------- | ----------------------- |
| TSR9172 (DA1) | Adventures in Blackmoor |
| TSR9175 (DA2) | Temple of the Frog      |
| TSR9191 (DA3) | City of the Gods        |
| TSR9205 (DA4) | Duchy of Ten            |

## d20 System
La Zeitgeist Games , dove lavorava Arneson prima della sua scomparsa, ha prodotto una versione aggiornata al d20 System di Blackmoor pubblicata dalla Goodman Games  nel 2004. È nuovamente un'ambientazione separata.